# Folger (kulle)
Folger är en kulle i Antarktis. Den ligger i Sydshetlandsöarna. Argentina, Chile och Storbritannien gör anspråk på området.
Terrängen runt Folger är varierad. Havet är nära Folger åt nordväst.  Trakten är glest befolkad. Närmaste befolkade plats är Escudero Station, 15,4 kilometer öster om Folger. 